# Tamara Karsawina
Tamara Płatonowna Karsawina (ros. Тамара Платоновна Карсавина; ur. 9 marca 1885 w Sankt-Petersburgu, zm. 26 maja 1978 w Amersham k. Beaconsfield) – tancerka rosyjska, siostra Lwa Karsawina.
Primabalerina Teatru Maryjskiego w Petersburgu i zespołu Les Ballets Russes; wykonawczyni głównej partii w baletach klasycznych (Giselle Adolfa Adama) i w baletach z choreografią Michaiła Fokina.

## Życiorys
Córka Platona Karsawina i Anny Josifownej Chomiakowej. Razem z bratem Lwem dorastała w rodzinie artystycznej (ojciec był tancerzem, mimem i nauczycielem baletu) w mieszkaniu wychodzącym na rzekę Fontanka. Zainteresowanie tańcem wpoiła jej matka, która zauważyła podniecenie córki oglądającej Sylfidę, gdy unosiła się na krześle, by mieć lepszy widok. Ojciec, z początku niechętny poddawaniu córki wyczerpującemu tanecznemu treningowi, zmienił zdanie widząc jej naturalne uzdolnienia do baletu. Zaczął ją sam uczyć i 26 sierpnia 1894 została przyjęta do Teatru Maryjskiego.
Karsawina po ukończeniu nauki zadebiutowała oficjalnie 1 maja 1902 r. w The Fisherman and the Pearl, lecz pierwszą główną rolę zagrała pięć lat później w balecie Mariusa Petipa Le corsaire. W Teatrze Maryjskim zagrała też Odettę i Odylię w Jeziorze łabędzim (1908), tytułową rolę w Rajmondzie, Nikiyę w La Bayadère (1910), Aurorę w Śpiącej królewnie (1911), tytułową rolę w Paquita (1912) i Lise w Córka źle strzeżona (1915). Ogromny wpływ na karierę Karsawiny miał Michaił Fokin. Tancerze wspierali się wzajemnie podczas rewolucji rosyjskiej 1905 roku prowadząc kampanię na rzecz poprawy warunków bytowych. Tamara stała się muzą Fokina do układanych przez niego choreografii. Dzięki tańcowi u Fokina Karsawinę zaproszono do Les Ballets Russes Siergieja Diagilewa i z dnia na dzień stała się gwiazdą w Paryżu. Po występie pas de trois w premierze grupy teatralnej Le Pavillon d'Armide 18 maja 1909 została nazwana La Karsavina.
Jej wczesne małżeństwo z Vasily Mukhin’em zakończyło się rozwodem. W 1917 r. poślubiła brytyjskiego dyplomatę Henry’ego Jamesa Bruce’a (1880–1951). Ostatni raz wystąpiła w Rosji 15 maja 1918 r. w balecie La Bayadère. Potem z mężem i synem Nikitą wyjechała do Anglii.
Karsawina kreowała role dla Wacława Niżyńskiego, Léonide Massine i Bronisławy Niżyńskiej, jednak nie zrezygnowała z tańczenia ról, które tworzył dla niej Michaił Fokin. Fokin zawsze chętnie omawiał z nią swoje plany i liczył się z jej zdaniem. U Fokina Karsawina grała eteryczną Sylfidę w Les sylphides (1909), potężnego ptaka w Ognistym ptaku (1910), dojrzewającą dziewczynę w Le Spectre de la Rose, bezmyślną lalkę w Pietruszce (1911), władczynię w Thamar (1912) i orientalną królową w Le Coq d’Or (1914). Grała też tytułową rolę w Giselle (1910).
Prześladowana niekończącymi się telegramami Siergieja Diagilewa domagającego się jej udziału w ponownym formowaniu grupy teatralnej, zatańczyła w Coliseum Theatre w Londynie. W 1920 ruszyła w trasę do centralnej Europy (między innymi w dniach 22–23 września 1924 występowała w Łodzi), a w końcu 1924 r. wyjechała do Ameryki. Planując występy radziła się Edwina Evansa i Erica Wollheima (agenta Diagilewa).
Karsawina wspierała rozwój brytyjskiego baletu. Brała udział w pracach The Camargo Society i zespołu Marie Rambert – Rambert Dance Company. Tańczyła również w choreografiach Susan Salaman i Fredericka Ashtona. W latach 1930–1955 była wiceprzewodniczącą Royal Academy of Dancing w Londynie. W 1954 r. brała udział w ułożeniu kursu dla nauczycieli The Royal Academy of Dance, który zawierał najlepsze elementy baletu od przełomu wieku. Uczyła tancerzy do ról, które wcześniej kreowała. Pomagała także w The Royal Ballet przy produkcji Giselle.
Karsawina dużo pisała. Jej autobiografia Theatre Street (1930) skupia się głównie na jej karierze w Teatrze Maryjskim, późniejsze treningi i występy opisała w serii artykułów dla Dancing Times (1964–1965), w których relacjonuje swoje nauki u kolejnych wielkich nauczycieli, m.in. Pavela Gerdt’a (jej ojciec chrzestny) miał wpływ na rozwój jej stylu, gdyż Tamara była znana raczej z artyzmu niż poprawnej techniki tańca, Jewgienija Sokolova, który rozwinął u Karsawiny prędkość i precyzję ruchu, czy Catheriny Beretta, która wzmocniła jej technikę i wytrzymałość.
Po śmierci męża 1951 r. Karsawina mieszkała nadal w Hampstead do 1974 roku, kiedy stan zdrowia zmusił ją do zamieszkania w domu opieki w Amersham w pobliżu Beaconsfield, gdzie zmarła 26 maja 1978 r. Pochowana została na cmentarzu w Hampstead.

## Role

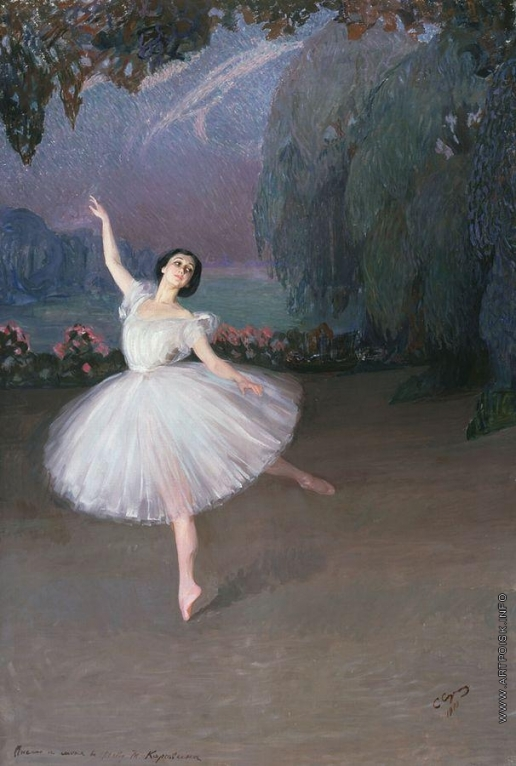
Tamara Karsawina w balecie Les sylphides, Sawielij Sorin, 1910

- The Fisherman and the Pearl
- Le corsaire
- Jezioro łabędzie – Odetta, Odylia
- Rajmonda – Rajmonda
- La Bayadère – Nikiya
- Śpiąca królewna – Aurora
- Paquita – Paquita
- Córka źle strzeżona – Lisa
- Le Pavillon d'Armide
- Les sylphides – Sylfida
- Ognisty ptak
- Le Spectre de la Rose
- Pietruszka
- Thamar
- Le Coq d’Or
- Giselle – Giselle

## Publikacje Tamary Karsawiny
- Theatre Street (1930)
- Ballet technique: a series of practical essays (A. and C. Black, 1956)
- Classical ballet: the flow of movement (Theatre Arts Books, 1973)

## Znaczenie
Taniec Karsawiny został sfilmowany, lecz nagrania były rejestrowane pod koniec jej kariery i nie oddawały prawdziwego charakteru jej tańca. Niefortunnie także zagubiły się obszerne reportaże. Choć jej kariera obejmowała Teatr Maryjski i balet brytyjski, najbardziej zapamiętana jest z pracy w Les Ballets Russes Siergieja Diagilewa. Według francuskiego krytyka Roberta Brussela Karsawina połączyła tradycję rosyjskiego baletu z artystyczną rewolucją Diagilewa na początku XX wieku. Arnold Haskell w nekrologu w Dance Gazette opisał ją jako „pierwszą nowoczesną balerinę”.